# Esteban Andrés Suárez
Esteban Andrés Suárez (Avilés, 27 de juny de 1975) és un exfutbolista asturià, que jugava com a porter.